# Lyngemadssjön
Lyngemadssjön är en sjö i Jönköpings och Vaggeryds kommuner i Småland och ingår i Lagans huvudavrinningsområde. Sjön är 5,7 meter djup, har en yta på 0,615 kvadratkilometer och befinner sig 217,5 meter över havet. Sjön avvattnas av vattendraget Hästgångsån. Sjön, med dess många öar, utgör Lyngemadssjöns naturreservat, där en naturvårdsbränning skedde på flera av öarna sommaren 2013.

## Delavrinningsområde
Lyngemadssjön ingår i det delavrinningsområde (638225-141019) som SMHI kallar för Mynnar i Hokasjön. Medelhöjden är 245 meter över havet och ytan är 10,56 kvadratkilometer. Det finns ett delavrinningsområde uppströms, och räknas det in blir den ackumulerade arean 40,43 kvadratkilometer. Hästgångsån som avvattnar avrinningsområdet har biflödesordning 3, vilket innebär att vattnet flödar genom totalt 3 vattendrag innan det når havet efter 220 kilometer. Delavrinningsområdet består mestadels av skog (84 procent). Avrinningsområdet har 0,7 kvadratkilometer vattenytor vilket ger det en sjöprocent på 6,6 procent.